# Distretto di Hamburg-Mitte
Il distretto di Amburgo-Centro (in tedesco Bezirk Hamburg-Mitte) è il primo distretto di Amburgo.

## Suddivisione amministrativa
Il distretto di Hamburg-Mitte è diviso in 21 quartieri (Stadtteil):
- Altstadt
- Billbrook
- Billstedt
- Borgfelde
- Finkenwerder
- HafenCity
- Hamm-Mitte
- Hamm-Nord
- Hamm-Süd
- Hammerbrook
- Horn
- Kleiner Grasbrook
- Neustadt
- Neuwerk
- Rothenburgsort
- St.Georg
- St.Pauli
- Steinwerder
- Veddel
- Waltershof
- Wilhelmsburg